# William Waldegrave, VIII conte Waldegrave
William Waldegrave, VIII conte Waldegrave (23 ottobre 1788 – 24 ottobre 1859), è stato un nobile e ufficiale inglese.

## Biografia
Era il figlio più giovane di George Waldegrave, IV conte Waldegrave, e di sua moglie, Lady Elizabeth Waldegrave. I suoi genitori erano cugini di primo grado. Studiò all'Eton College.

## Carriera
Nel 1802 divenne guardiamarina della Royal Navy, raggiungendo il rango di tenente nel 1806 e comandante nel 1809. Combatté durante la guerra del 1812, al comando di fregata HMS Macedonian (che fu poi catturata dagli Stati Uniti). Dal 1815 al 1818 rappresentò il collegio di Bedford alla Camera dei comuni.

## Matrimonio
Sposò, il 10 agosto 1812, Elizabeth Whitbread (20 dicembre 1791-1º marzo 1843), figlia di Samuel Whitbread e Lady Elizabeth Grey. Ebbero cinque figli:
- Lady Laura Waldegrave (?-10 aprile 1885), sposò Roundell Palmer, I conte di Selborne, ebbero cinque figli;
- Lady Mary Waldegrave (?-31 gennaio 1911), sposò il reverendo William Brodie, ebbero quattro figli;
- William Waldegrave, visconte Chewton (29 giugno 1816-7 ottobre 1854);
- reverendo Samuel Waldegrave (13 settembre 1817-1º ottobre 1869), sposò Jane Anne Pym, ebbero due figli;
- Lord George Waldegrave (30 settembre 1825-8 luglio 1904), sposò Henrietta Anderson Morshead Leslie, contessa di Rothes, non ebbero figli.

Sposò, l'8 dicembre 1846 a Londra, Sarah Whitear, figlia del reverendo William Whitear. Non ebbero figli.

## Morte
Morì il 24 ottobre 1859, all'età di 70 anni.

## Ascendenza
|                                              |                                                |                                                  | Genitori                                            |  |  | Nonni |  |  | Bisnonni                                |  |  | Trisnonni                                 |  |
|                                              |                                                |                                                  |                                                     |  |  |       |  |  | 8. James Waldegrave, I conte Waldegrave |  |  | 16. Henry Waldegrave, I barone di Chewton |  |
|                                              |                                                |                                                  |                                                     |  |  |       |  |  | 8. James Waldegrave, I conte Waldegrave |  |  | 16. Henry Waldegrave, I barone di Chewton |  |
|                                              |                                                | 17. Lady Henrietta FitzJames                     |                                                     |  |  |       |  |  | 8. James Waldegrave, I conte Waldegrave |  |  |                                           |  |
| 4. John Waldegrave, III conte Waldegrave     |                                                |                                                  |                                                     |  |  |       |  |  | 8. James Waldegrave, I conte Waldegrave |  |  |                                           |  |
|                                              |                                                | 9. Mary Webbe                                    | 18. Sir John Webbe, III baronetto                   |  |  |       |  |  |                                         |  |  |                                           |  |
|                                              |                                                | 9. Mary Webbe                                    | 18. Sir John Webbe, III baronetto                   |  |  |       |  |  |                                         |  |  |                                           |  |
|                                              |                                                | 9. Mary Webbe                                    | 19. Barbara Belasyse                                |  |  |       |  |  |                                         |  |  |                                           |  |
| 2. George Waldegrave, IV conte Waldegrave    |                                                | 9. Mary Webbe                                    |                                                     |  |  |       |  |  |                                         |  |  |                                           |  |
|                                              |                                                | 10. John Leveson-Gower, I conte Gower            | 20. John Leveson-Gower, I barone Gower              |  |  |       |  |  |                                         |  |  |                                           |  |
|                                              |                                                | 10. John Leveson-Gower, I conte Gower            | 20. John Leveson-Gower, I barone Gower              |  |  |       |  |  |                                         |  |  |                                           |  |
|                                              |                                                | 10. John Leveson-Gower, I conte Gower            | 21. Lady Catherine Manners                          |  |  |       |  |  |                                         |  |  |                                           |  |
| 5. Lady Elizabeth Leveson-Gower              |                                                | 10. John Leveson-Gower, I conte Gower            |                                                     |  |  |       |  |  |                                         |  |  |                                           |  |
|                                              |                                                | 11. Lady Evelyn Pierrepont                       | 22. Evelyn Pierrepont, I duca di Kingston-upon-Hull |  |  |       |  |  |                                         |  |  |                                           |  |
|                                              |                                                | 11. Lady Evelyn Pierrepont                       | 22. Evelyn Pierrepont, I duca di Kingston-upon-Hull |  |  |       |  |  |                                         |  |  |                                           |  |
|                                              |                                                | 11. Lady Evelyn Pierrepont                       | 23. Lady Mary Feilding                              |  |  |       |  |  |                                         |  |  |                                           |  |
| 1. William Waldegrave, VIII conte Waldegrave |                                                | 11. Lady Evelyn Pierrepont                       |                                                     |  |  |       |  |  |                                         |  |  |                                           |  |
|                                              | 12. James Waldegrave, I conte Waldegrave (= 8) | 24. Henry Waldegrave, I barone di Chewton (= 16) |                                                     |  |  |       |  |  |                                         |  |  |                                           |  |
|                                              | 12. James Waldegrave, I conte Waldegrave (= 8) | 24. Henry Waldegrave, I barone di Chewton (= 16) |                                                     |  |  |       |  |  |                                         |  |  |                                           |  |
|                                              | 12. James Waldegrave, I conte Waldegrave (= 8) | 25. Lady Henrietta FitzJames (= 17)              |                                                     |  |  |       |  |  |                                         |  |  |                                           |  |
| 6. James Waldegrave, II conte Waldegrave     | 12. James Waldegrave, I conte Waldegrave (= 8) |                                                  |                                                     |  |  |       |  |  |                                         |  |  |                                           |  |
|                                              |                                                | 13. Mary Webbe (= 9)                             | 26. Sir John Webbe, III baronetto (= 18)            |  |  |       |  |  |                                         |  |  |                                           |  |
|                                              |                                                | 13. Mary Webbe (= 9)                             | 26. Sir John Webbe, III baronetto (= 18)            |  |  |       |  |  |                                         |  |  |                                           |  |
|                                              |                                                | 13. Mary Webbe (= 9)                             | 27. Barbara Belasyse (= 19)                         |  |  |       |  |  |                                         |  |  |                                           |  |
| 3. Lady Elizabeth Waldegrave                 |                                                | 13. Mary Webbe (= 9)                             |                                                     |  |  |       |  |  |                                         |  |  |                                           |  |
|                                              |                                                | 14. Sir Edward Walpole                           | 28. Robert Walpole, I conte di Orford               |  |  |       |  |  |                                         |  |  |                                           |  |
|                                              |                                                | 14. Sir Edward Walpole                           | 28. Robert Walpole, I conte di Orford               |  |  |       |  |  |                                         |  |  |                                           |  |
|                                              |                                                | 14. Sir Edward Walpole                           | 29. Catherine Shorter                               |  |  |       |  |  |                                         |  |  |                                           |  |
| 7. Mary Walpole                              |                                                | 14. Sir Edward Walpole                           |                                                     |  |  |       |  |  |                                         |  |  |                                           |  |
|                                              |                                                | 15. Dorothy Clement                              | 30. Hammond Clement                                 |  |  |       |  |  |                                         |  |  |                                           |  |
|                                              |                                                | 15. Dorothy Clement                              | 30. Hammond Clement                                 |  |  |       |  |  |                                         |  |  |                                           |  |
|                                              |                                                | 15. Dorothy Clement                              | 31. Priscilla Clement                               |  |  |       |  |  |                                         |  |  |                                           |  |
|                                              |                                                | 15. Dorothy Clement                              |                                                     |  |  |       |  |  |                                         |  |  |                                           |  |

## Onorificenze
| Controllo di autorità | VIAF (EN) 315670592 |